# Абат (село)
Аба́т (каз. Абат) — село у складі Мактааральського району Туркестанської області Казахстану. Входить до складу сільського округу Аязхана Калибекова.
Населення — 1687 осіб (2021; 1506 у 2009, 1293 у 1999, 1032 у 1989).
В радянські часи село називалось Леніно.